# Mychajło Chronowiat
Mychajło Chronowiat, ukr. Миха́йло Хроновя́т (ur. 18 stycznia 1894 w Rybotyczach, zm. 1981 w Los Angeles) – ukraiński działacz polityczny i społeczny, inżynier agronom, działacz spółdzielczy.
Ukończył ukraińskie gimnazjum w Przemyślu. Porucznik 3 Żelaznej Dywizji Strzelców Armii Czynnej Ukraińskiej Republiki Ludowej. Studiował w Czechosłowacji na Ukraińskiej Akademii Gospodarczej w Poděbradach.
Od 1926 pracował na stanowiskach kierowniczych w Masłosojuzie w Małopolsce Wschodniej (od 1932 członek dyrekcji, od 1937 – jeden z trzech zarządzających dyrektorów). W latach 1934–1939 był przewodniczącym organizacji Sokił-Batko we Lwowie, oprócz tego był członkiem rady nadzorczej organizacji Silśkyj Hospodar, Towarzystwa Proswita i kilku innych.
W latach 1940–1941 działał w zarządzie Ukraińskiego Komitetu Centralnego w Krakowie, w latach 1943–1945 członek Zarządu Wojskowego 14 Dywizji Grenadierów SS. Był świadkiem zbrodni w Hucie Pieniackiej.
Po wojnie na emigracji w Niemczech – był docentem Ukraińskiego Instytutu Techniczno-Gospodarczego. W 1953 wyemigrował do Stanów Zjednoczonych, mieszkał w Cleveland i Los Angeles.